# Bradysiopsis
Bradysiopsis is een muggengeslacht uit de familie van de rouwmuggen (Sciaridae).

## Soorten
- B. vittata (Meigen, 1830)
- B. vittigera (Zetterstedt, 1851)